# Экклз, Клэнси
Кленси Экклз — ямайский певец и продюсер.

## Карьера
Свою карьеру Экклз начал в 1959, когда после приезда в Кингстон из провинции, он был замечен продюсером Клементом Доддом. Сингл «Freedom» вышел в 1961 году, в Великобритании он был издан на лейбле Blue Beat. На Ямайке трек Freedom стал хитом, и первой песней, которую использовали в политических целях — Александр Бустаманте основатель Лейбористской партии Ямайки и, в то время, главный министр Ямайки принял её для своей борьбы с Федерацией Вест-Индии.
В последующие года Кленси выпустил ещё несколько успешных песен.